# إستروجين

الإسترايول

الإستراديول

الإسترون

الإستروجينات (Estrogens أو Oestrogens) (من الإسترات الدهنية) أو المُودِقات (منسوب إلى الوِداق: فترة الإباضة) هي هرمونات أنثوية يفرزها المبـِيض كهرمون الجنس الأولي ويتوقف إفرازها عند الأنثى عند بلوغها سن اليأس. الإستروجينات الطبيعية هي هرمونات ستيرويدية، أما بعض الإستروجينات التخليقية فهي غير ستيرويدية. 
يعود اسم الإستروجين للغة اليونانية: estrus/οίστρος = الشهية الجنسية + gen/γόνο = يُولّد. 

تُنتج الإستروجينات في جميع الفقاريات وقسم من الحشرات. من هنا، وجود الإستروجينات في كلا الفقاريات والحشرات يرجّح الفكرة أن هرمونات الجنس الإستروجينية ذات تاريخ تطوري قديم.
كما يدخل استخدام الإستروجينات التخليقية في بعض أدوية منع الحمل الفموية بالإضافة إلى علاج الإستروجين التعويضي في النساء في سن اليأس
يؤدي نقص الإستروجينات إلى الإصابة بتخلخل العظم.

## أنواع الإستروجين
أنواع الإستروجين الرئيسية عند البشر ثلاثة وهي إسترايول "Estraiol" وإستراديول "Estradiol" وإسترون "Estrone" وتنتج هذه الهرمونات في المبيض والكظر.
أمـا الإستروجينات النباتية فهي:
- الإيزوفلافونات: وهي توجد في فول الصويا.
- اللغنانات: وهي توجد في العدس.
- الكومستانات [الإنجليزية]: وهي تتوفر في الفصفص (القت الأخضر) بكثرة.

## الوظيفة البيولوجية

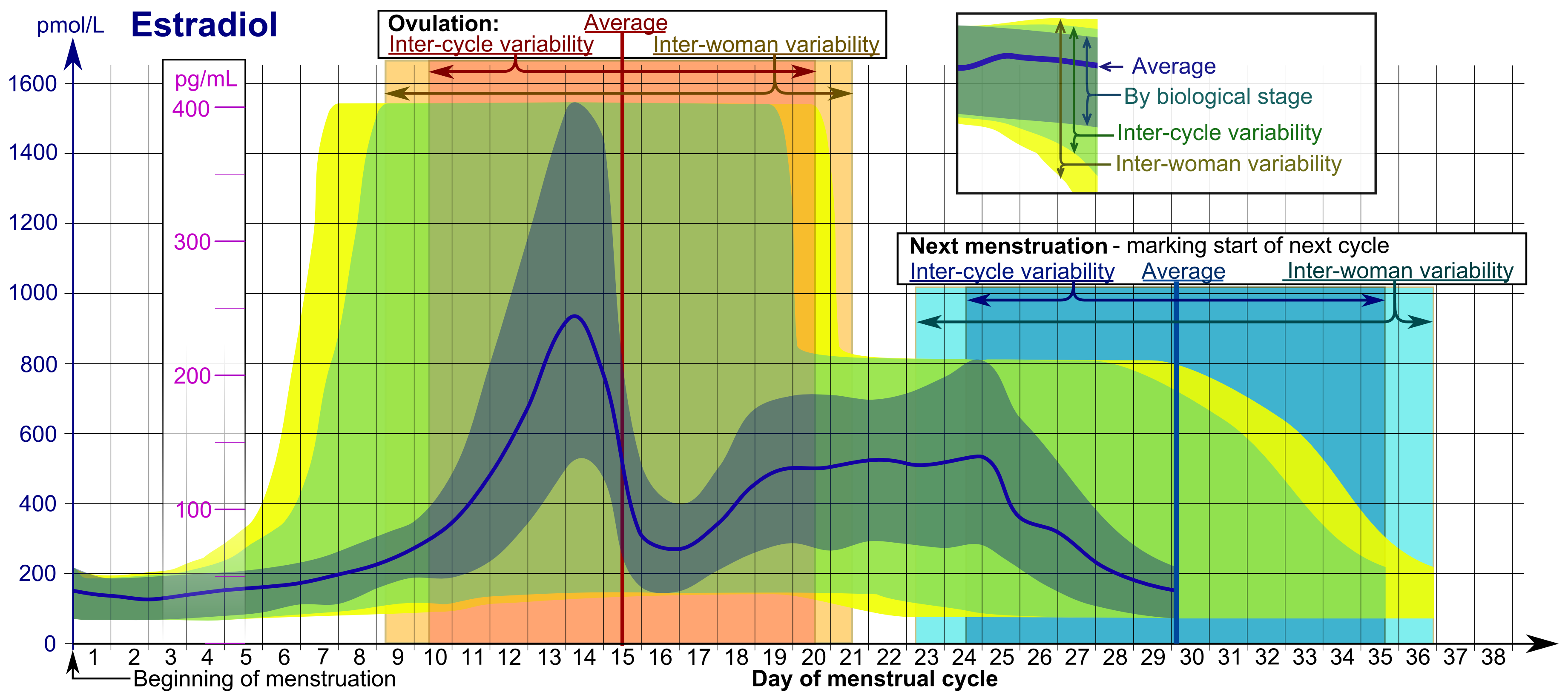
النوع الرئيسي من هرمون الإستروجين (إستراديول)، خلال الدورة الشهرية.

يبدأ عمل هرمون الإستروجين عن طريق المستقبلات الخاصة به وتسمى مستقبلات هرمون الإستروجين (إير ER)، ويعد هرمون الإستروجين بروتين نووي الذي يرتبط مع الحمض النووي DNA ليقوم بوظيفة معينة. مثل غيرها من الهرمونات الستيرويدية، حيث يدخل هرمون الإستروجين إلى الخلية ثم يرتبط بالمستقبلات الخاصة به وبالتالى يعمل على تنشيط الخلية. يدخل هرمون الإستروجين جميع الخلايا، ولكن عمله فقط يكون في الخلايا التي يوجد بها مستقبلات الهرمون (إير ER). تتواجد تلك المستقبلات الخاصة بهرمون الإستروجين في بعض الخلايا بما في ذلك المبيض والرحم والثدي.
يوجد هرمون الإستروجين في الرجال والنساء، ويكون نسبة الهرمون في أعلى مستوياته في النساء في سن الإنجاب. حيث يقوم الهرمون في ذلك الوقت بتعزيز وتطوير الخصائص الجنسية الثانوية للإناث، مثل الثدي، ويشارك الهرمون أيضا في سماكة بطانة الرحم وغيرها من جوانب تنظيم الدورة الشهرية. بينما في الذكور، يعمل هرمون الإستروجين على تنظيم وظائف معينة في الجهاز التناسلي لنضج الحيوانات المنوية وقد يكون تواجد الهرمون ضروري للحصول على الرغبة الجنسية السليمة.

### نظرة عامة على وظيفة الهرمون
هيكل الهرمون
- تكوين الخصائص الجنسية الثانوية للإناث
- تسريع عملية التمثيل الغذائي (أيض)
- زيادة تخزين الدهون
- تحفيز نمو بطانة الرحم
- زيادة نمو الرحم
- زيادة ترطيب المهبل
- تقليل تشرب العظم

تأثير الهرمون على البروتينات
- يقوم الإستروجين بزيادة إنتاج الكبد من البروتينات

تأثير الهرمون على تجلط الدم
- زيادة: الثرومبين، العامل السابع، العامل التاسع، العامل العاشر، بلازمين
- انخفاض مضاد الثرومبين الثالث
- زيادة الصفائح الدموية

تأثير الهرمون على الليبيدات
- زيادة البروتين الدهني مرتفع الكثافة، ثلاثي الغليسريد
- خفض: البروتين الدهني منخفض الكثافة، مستوى الدهون بشكل عام

تأثير الهرمون على توازن السوائل
- حبس الصوديوم والماء في الجسم
- زيادة نسبة الكورتيزول،

تأثير الهرمون على الجهاز الهضمي
- خفض حركة الأمعاء
- زيادة الكولسترول

تأثير الهرمون على صبغة الميلانين
- زيادة صبغة الميلانين

تأثير الهرمون على قياس التنفس
- يعزز وظيفة الرئة من خلال دعم الحويصلات الهوائية.[19]

تأثير الهرمون على الرحم
- يعمل هرمون الإستروجين بالاضافه إلى هرمون البروجستيرون على الحفاظ على بطانة الرحم لكي يكون مهيئاً لزرع البويضة المخصبة بداخلة، كما يحافظ الهرمون على ثبات البويضة المخصبة في الرحم خلال فترة الحمل.
- يعيد الهرمون تنظيم مستقبلات الأوكسايتوسين في عضل الرحم.

تأثير الهرمون على التبويض
- الإستروجين هو الهرمون المسئول عن عملية التبويض حيث تتم هذه العملية في منتصف الدورة الشهرية ما بين طور جريبي "follicular phase" وطور اصفري "luteal phase" (عادةً ما بين اليوم العاشر والثامن عشر في دورة شهرية مدتها 28 يوماً) عندما يصل الهرمون الملوتن"Luteinizing hormone" إلى قمة إنتاجه.

### تطور البلوغ الأنثوي
هرمون الإستروجين هو الهرمون المسؤول عن تطوير الخصائص الجنسية الثانوية للإناث خلال سن البلوغ، بما في ذلك كِبر حجم الثدي، وتوزيع الدهون في مناطق خاصة. على الناحية الأخرى، يعمل الاندروجين على نمو شعر العانة والجسم، وكذلك حب الشباب ورائحة الجسم.

#### نمو الثدي
نمو الثدي في سن البلوغ يعتمد على أكثر من عامل حيث يرتبط الإستروجين مع هرمون النمو مع عامل النمو شبيه الانسولين-1 (IGF-1) في نمو الثدي في تلك المرحلة، وكذلك نموه أثناء الحمل والرضاعة الطبيعية. يعتبرالإستروجين هو الهرمون الأساسي وبشكل مباشر في تراكم الدهون ونمو الأنسجة الضامة في منطقة الثدي. كما يعمل على زيادة مستقبلات البروجسترون في الثديين
بينما يقوم هرمون الأندروجين بعكس عمل هرمون الإستروجين في الثديين وذلك عن طريق تقليل مستقبلات هرمون الإستروجين في الثديين.

### الجهاز التناسلي
هرمون الإستروجين هو المسؤول عن نضوج وصيانة المهبل والرحم، كما أن له وظيفه أخرى في منطقة المبيض، مثل نضج جريبات المبيض. وبالإضافة إلى ذلك، يلعب هرمون الإستروجين دورا هاما في تنظيم إفراز غونادوتروبينات. ولهذه الأسباب، يعتبر هرمون الإستروجين هاماً جداً لخصوبة الإناث.

### الدماغ والسلوك

#### الدافع الجنسي
يعتبر هرمون الإستروجين مشتركاً في إثارة الرغبة الجنسية لدى الرجل والمرأة.

#### المعرفة
إن لهرمون الإستروجين تأثير إيجابي على الوظيفة المعرفية، وهذا التأثير يختلف بحسب مستويات هرمون الإستروجين طوال دورة الطمث، أوالحمل، أوانقطاع الطمث حيث يعمل الهرمون على منع انخفاض الذاكرة اللفظية (Verbal memory) وذلك بعد ان اُسْتُخْدِم الهرمون بعد فترة وجيزة من انقطاع الطمث الطبيعي أو الجراحي كما أن للإستروجين تأثير يذكر على الذاكرة اللفظية بعد سن اليأس ولكن يعتمد تأثير الهرمون على توقيت الجرعة ونوع المهارة المعرفية التي يتم قياسها.
الآثار الواقية من هرمون الإستروجين على الإدراك قد تكون بسبب تأثير هرمون الإستروجين المضاد للالتهابات في الدماغ. وقد أظهرت الدراسات أن جينات أليل ميت (Met allele gene) ومستوى هرمون الإستروجين يتوسط القشرة الأمامية الجبهية وهذه المنطقة من الدماغ لها دور في عملية التخطيط وفي التعبير عن الشخصية وفي اتخاذ القرار وفي السلوك الاجتماعي للأفراد.

#### الصحة النفسية
يلعب الإستروجين دورا هاما في الصحة العقلية للمرأة. حيث أن انسحاب هرمون الإستروجين المفاجئ، وتذبذب هرمونات الإستروجين يؤدي إلى انخفاض كبير في المزاج. وقد ثبت أن ارتفاع نسبة هرمون الإستروجين بعد الولادة يكون له تأثير كبير على تحسن المزاج والحالة النفسية للمرأة.

### العظام / نظام الهيكل العظمي
هرمون الإستروجين هو الهرمون المسؤول عن نضوج ونمو العظام وصيانة كثافة المعادن في العظام طوال الحياة. وبالتالي فان نقص هرمون الإستروجين في فترة سن اليأس يزيد من خطر هشاشة العظام.

### نظام القلب والأوعية الدموية
يساعد هرمون الإستروجين على منع تصلب الشرايين كما أنه يساعد في الحفاظ على التوازن الدقيق بين مكافحة العدوى وحماية الشرايين من الضرر وبالتالي يعمل على تقليل خطر الإصابة بأمراض القلب والأوعية الدموية عند الإناث أكثر من الرجال ولكن خلال فترة سن اليأس تكون خطورة الإصابة متساوية بين الرجل والمرأة وذلك لانخفاض معدل هرمون الإستروجين في تلك الفترة، مما يزيد من احتمالية الإصابة بأمراض القلب.

### جهاز المناعة
لهرمون الإستروجين خصائص مضادة للالتهابات كما يساعد في تعبئة خلايا الدم البيضاء متعددة النوى.

## الكيمياء الحيوية

توليد الستيرويد البشري، والتي تبين التستوستيرون قرب القاع.

يتم إنتاج هرمون الإستروجين في الإناث من المبيض، وفي خلال فترة الحمل من المشيمة. يعمل الهرمون المنشط للحوصلة على تحفيز افراز هرمون الإستروجين من المبيض عن طريق خلايا حبيبية من بصيلات المبيض تُدعى جريبات المبيض أو تحفيز الجسم الأصفر لافراز هرمون الإستروجين. يتم إنتاج كمية صغيرة من هرمون الإستروجين عن طريق الكبد، والغدة الكظرية والثدي وبعض الخلايا دهنية.
يبدأ تصنيع هرمون الإستروجين من خلايا تسمى بـ قراب غائر وهي خلايا تفرز مستقبلات الهرمون المنشط للجسم الأصفر لإنتاج الاندروستيرون، والذي عبر بضع خطوات، يعطي الخلية المحببة الأوامر من أجل تصنيع هرمون الإستروجين. يتم في البداية تكوين الأندروستينيديون من الكولسترول . وهو عبارة عن مادة أولية ضعيفة لتكوين هرمون أكثر قوة مثل التستوستيرون، هذا المركب يعبر غشاء القاعدية في الخلايا المحببة المحيطة بها، حيث يتم تحويلها إما مباشرة إلى إسترون، أو إلى التستوستيرون ثم إستراديول في خطوة إضافية. يتم تحفيز تحويل الأندروستينيديون إلى هرمون التستوستيرون بواسطة هيدروكسي هيدروكسيستيرويد 17β.
تختلف مستويات الإستروجين خلال الدورة الشهرية، يكون الهرمون في أعلى مستوياته من نهاية المرحلة الجريبية قبل التبويض.

### التمثيل الغذائي للإستروجين
تبدأ عملية الأيض لهرمون الإستروجين بواسطة الانزيمات سيتوكروم بي450 مثل CYP1A1 و CYP3A4 وعبر اقتران سولفوترانزفيراسيس الإستروجين (estrogen sulfotransferases) (اقتران غلوكوروني) وأودب-غلوكورونيلترانزفيراسيس (UDP-glucuronyltransferases). بالإضافة إلى ذلك، فإن عملية الأيض التي تحدث للإستراديول تبدأ ب نزع هيدروجين بواسطة هيدروكسيستيرويد 17 إلى مركب إستروني أضعف من الإستروجين. تحدث هذه التفاعلات في المقام الأول في الكبد، وفي بعض الخلايا الأخرى.

### إخراج هرمون الإستروجين
يتم إخراج (فسلجة) الإستروجين بشكل أساسي من الكلية عن طريق البول.

## الاستخدامات الطبية لهرمون الإستروجين
يستخدم الإستروجين كوسيلة لتحديد النسل الهرمونية وأيضاً في العلاج باستخدام الهرمونات البديلة.

## التركيب الكيميائى
يعتبر الإستروجين من عائلة الستيرويدات.

## المجتمع والثقافة

### مستحضرات التجميل
يدخل هرمون الإستروجين في بعض من منتجات الشامبو الخاص بالشعر، في عام 1998، كانت هناك تقاريرعن أربع فتيات أفريقيات زادت سرعة نمو الثدي لديهم بعد استخدام تلك المركبات. وفي عام 1993، قررت إدارة الأغذية والعقاقير أن جميع منتجات الأدوية المحتوية على الهرمون الموضعي لا يعترف بها عموما بأنها آمنة وفعالة، وخلصت إلى أن أي استخدام للإستروجين الطبيعي في منتج مستحضرات التجميل يجعل المنتج دواء غير موافق عليه وأن أي من مستحضرات التجميل التي يتم ذكر كلمة «هرمون» في البيان الخاص بالمستحضر يجعل هذا المنتج معرضاً إلى الإجراءات التنظيمية.